# III століття до н. е.

## Події

### Скіфія
- друга половина століття — вторгнення сарматів у Північне Причорномор'я. Розпад Великої Скіфії і складання Малої Скіфії;
- кінець століття — Скіфське царство в Криму і на Нижньому Дніпрі;

### Європа
- кінець століття — початок переселення східногерманських племен на Подунав'я;
- III—II століття до н. е. — племена зарубинецької культури.

### Середземне море
- 280 до н. е — 275 до н. е. — Піррова війна
  - 279 до н. е. — битва при Аускулі («піррова перемога»).
- 264 до н. е.– 241 до н. е. — Перша Пунічна війна.
- 218 до н. е. — 202 до н. е. — Друга Пунічна війна, похід Ганнібала в Італію.

### Азія
- 273 до н. е. — близько 232 до н. е. — індійська Імперія Маур'їв під владою Ашоки досягає своїх найбільших розмірів.
- 221 до н. е. — 206 до н. е. — створення та існування Імперії Цінь — першої імперії у історії Китаю.
  - 221 до н. е. — 213 до н. е. — будівництво Великого китайського муру.